# Heminauphoeta sakalava
Heminauphoeta sakalava är en kackerlacksart som beskrevs av Henri Saussure 1891. Heminauphoeta sakalava ingår i släktet Heminauphoeta och familjen jättekackerlackor.
Artens utbredningsområde är Madagaskar. Inga underarter finns listade i Catalogue of Life.